# Fannia maia
Fannia maia är en tvåvingeart som beskrevs av Nishida 1971. Fannia maia ingår i släktet Fannia och familjen takdansflugor. Inga underarter finns listade i Catalogue of Life.